# Кунани (Лурестан)
Кунани́ или Конани́ (перс. كوناني‎) — небольшой город на западе Ирана, в провинции Лурестан. Входит в состав шахрестана Кухдешт. На 2006 год население составляло 3 746 человек; в национальном составе преобладают луры и лаки (не путать с лакцами, народом в Дагестане), в конфессиональном — мусульмане-шииты.

## География
Город находится в западной части Лурестана, в горной местности западного Загроса, на высоте 997 метров над уровнем моря.
Кунани расположен на расстоянии приблизительно 95 километров к западу от Хорремабада, административного центра провинции и на расстоянии 440 километров к юго-западу от Тегерана, столицы страны.